# Syndicalisme dans les Postes et télécommunications françaises
Cet article décrit l'évolution et les particularités du syndicalisme dans les Postes et télécommunications en France, longtemps unifiées sous l'appellation de Postes, télégraphes et téléphones (PTT).
Le syndicalisme des PTT en France est né au début du XXe siècle dans les conditions particulières de la réglementation de la fonction publique. Alors que le droit syndical est reconnu en 1884  pour les salariés de tous les secteurs d'activité économique, l'État lui-même dénie ce droit à ses agents. L'importance grandissante des activités de communication sous monopole étatique la Poste et le télégraphe, auxquelles s'ajoute progressivement le téléphone, pousse l'Administration à des recrutements nombreux. Dans l'effervescence du syndicalisme révolutionnaire français des années 1900-1910 une fraction importante des fonctionnaires des Postes et Télégraphes ne se satisfait plus d'être tenue à l'écart du droit commun aux autres salariés. De 1900 à 1946, la revendication de la reconnaissance de leur syndicalisme et de son rattachement à la CGT, en particulier, accompagne les nombreuses doléances des fonctionnaires de l'Administration des PTT. À l'inverse de la plupart des autres fonctionnaires, les postiers et les télégraphistes utilisent une forme d'action, qui elle aussi ne leur est pas légalement reconnue : la grève
Les conditions de l'émergence du syndicalisme français des PTT ont fait que des fédérations syndicales propres aux PTT ont été créées et se sont développées dans chaque centrale syndicale, comme dans le secteur de l'Éducation nationale. Cependant, depuis la fin des années 1980, dans un cadre juridique nouveau, à la suite de la réforme des PTT de 1990, la tendance est au regroupement des forces, au sein de chaque Confédération, des salariés des deux opérateurs « historiques », La Poste et France Télécom devenue Orange en 2013, avec les salariés de l'ensemble des entreprises du secteur des activités de communication.

## Question de vocabulaire
Les PTT, Postes, télégraphes et téléphones en France n'existent plus en tant que tels depuis le vote par le Parlement de la loi 90-568 du 2 juillet 1990 dite loi Quilès. Celle-ci crée deux établissements publics distincts : la Poste d'une part et France Télécom d'autre part. Cependant le terme générique PTT est le plus proche d'une réalité que lègue l'histoire sociale du XXe siècle. Souvent employés, y compris par les syndicalistes CGT qui utilisèrent les termes de Fédération postale pour désigner la Fédération nationale des travailleurs des PTT- CGT, les termes « postal » ou « postier » sont réducteurs à une partie seulement des salariés du secteur. Ils excluent la spécificité des "télégraphistes", fiers de leur technicité. Le terme télécommunication paraît anachronique pour les fonctionnaires des années 1900... L'Administration des PTT elle-même, a varié dans son appellation. Les Postes, Télégraphes et Téléphones, constitués en administration autonome à la fin du XIXe siècle ont, durant tout le siècle suivant, posé problème aux politiques comme aux juristes : administration publique, service public ou entreprise publique à caractère industriel et commercial ? La création en 1923 du budget annexe des PTT est une première réponse. La loi institue en même temps un organisme consultatif, le Conseil supérieur des PTT, où prennent place des représentants élus du personnel. C'est une première dans une fonction publique française qu'on dit sclérosée. Mais le budget annexe ne permet pas une réelle autonomie des PTT, faute d'une réelle volonté politique. Pourtant dès les années 1960-1970, dans les faits, la séparation des PTT en deux branches distinctes est mise en place, malgré les protestations de certains syndicalistes. La loi de 1990 a mis en texte une réalité, et sans doute préparé d'autres évolutions pour le XXIe siècle. Dans l'esprit du public, le terme PTT survit, mais pour combien de temps ? Toutes les fédérations syndicales importantes tendent vers l'abandon de ce vocable…

## Approche du syndicalisme PTT
Le syndicalisme dans les PTT est né aux alentours de 1900. Il s'est très vite distingué du syndicalisme de l'ensemble Fonction publique et s'est doté d'organisations spécifiques à la "corporation", qui tiennent leur légitimité du nombre des agents concernés et des luttes particulièrement vives menées au sein de l'Administration des PTT. Les grèves des PTT, en 1909, marquent durablement les relations sociales dans ce service de l'État. Plus proche de notre époque, le conflit de l'automne 1974 paralyse l'économie durant plusieurs semaines. Le syndicalisme, toujours puissant dans les deux branches professionnelles, est souvent tenté, conforté par l'histoire, de privilégier le "rapport de force" conflictuel sur la négociation. Le "dialogue social" est rendu difficile dans l'entreprise de main d'œuvre qu'est la Poste, par la fragmentation du syndicalisme, l'étendue du territoire, le nombre des salariés (près de 300 000 à la Poste) et le bureaucratisme des structures de l'organisation. À France Télécom (plus de 140 000 salariés), dont le secteur d'activité est ouvert à une concurrence forte d'autres opérateurs, les défis technologiques et les modes de gestion ont déstabilisé les anciennes structures syndicales. 
Depuis quelques années le syndicalisme des anciens PTT se donne pour objectif de couvrir les salariés de l'ensemble des entreprises du secteur des activités postales et de télécommunication. Il aspire à dépasser le strict périmètre des activités dévolues à la Fonction publique, pour faire face à la "libéralisation" du marché des services publics.

## Aperçu historique des organisations syndicales aux PTT
Le droit syndical dans les PTT, comme dans l'ensemble de la Fonction publique française, n'a été véritablement reconnu que par le Statut de la Fonction publique adopté en 1946. Cependant dès la fin de la première guerre mondiale, il est un fait acquis: les syndicats participent aux organismes mis en place dans l'Administration, comme les conseils de discipline ou les commissions d'avancement de grade. Aux PTT, parmi les 28 membres du Conseil supérieur des PTT, institué en 1923, les représentants du personnel, au nombre de 6, sont élus sur des listes présentées par les organisations syndicales. Seule la référence CGT est bannie des Bulletins officiels présentant les candidats! Pourtant, bien que formellement unifié au sein d'une "fédération postale", le syndicalisme des PTT est jusqu'en 1945 un assemblage, au sommet, de trois syndicats nationaux corporatifs, héritiers, pour deux d'entre eux des Associations Générales mises en place au début du XXe siècle, avec l'aval du socialiste "ministériel" Alexandre Millerand, qui est chargé du Ministère du Commerce, de l'Industrie et des PTT de 1899 à 1902, dans le gouvernement Pierre Waldeck-Rousseau. Le droit de grève, par contre, est fermement interdit aux fonctionnaires jusqu'à sa reconnaissance globale par le préambule de la Constitution de la 4e République.  

### Avant 1914: la rude naissance du syndicalisme
Les agents des PTT peuvent se rassembler dans des Associations Générales. Toutefois il existe un exception: dès 1899, les ouvriers des PTT qui travaillent à l'installation et à l'entretien des lignes télégraphiques aériennes ou souterraines) constituent un Syndicat national des Ouvriers des PTT, qui s'affilie à la CGT. En 1914, il compterait 5 000 membres parmi un personnel d'environ 9 000 ouvriers. Les ouvriers des services techniques des centraux télégraphiques ou téléphoniques, ceux de l'Imprimerie des timbres-poste, située alors boulevard Brune à Paris, 14e, les ouvriers des garages postaux relèvent de ce Syndicat, qui délègue des représentants à chaque Congrès de la CGT.
Les « agents », c’est-à-dire les « commis » des guichets des bureaux de poste, les commis du tri et des centraux télégraphiques, ainsi que les « dames employées » des guichets et du téléphone, se regroupent dans l'Association générale des agents des PTT : 22 000 adhérents en 1914, pour un effectif de 40 000 fonctionnaires. Les commis des PTT, ainsi que les dames-employées sont recrutés par concours national. Ils ont le même niveau d'études que les instituteurs ou les institutrices. C'est parmi eux que le syndicalisme postier puise une forte proportion de ses dirigeants. Certains d'entre eux, après leurs débuts militants à l'A.G., se tournent vers le militantisme politique, où leur culture leur permet parfois de "faire carrière" d'élu local ou national. Ainsi, plusieurs des pionniers du syndicalisme postier, que les luttes sociales ont aguerris, en particulier ceux qui à la suite des grèves de l'année 1909 ont subi des sanctions lourdes, figurent après 1918 parmi les candidats socialistes ou communistes aux élections à la députation. À la Chambre des députés, entre 1919 et 1950, le groupe socialiste SFIO, le groupe communiste et celui du Parti d'unité prolétarienne, comptent plusieurs postiers "révoqués de 1909": Jean-Louis Chastanet, Jean-Baptiste Canavelli, Clovis Constant, Jules Hippolyte Masson, René Plard. Plusieurs autres ont fait leurs débuts dans ce syndicalisme postier bien particulier : André Barthélémy, Léon Dagain, Charles Lussy, Auguste Pageot, Robert Philippot, Alexandre Piquemal, Louis Sellier.
Enfin il y a la "catégorie" la plus nombreuse, 55 000 fonctionnaires, appelés jusqu'en 1919 les « sous-agents », qui deviennent à cette date les « employés » : ce sont les facteurs et les agents de manipulation et de transport du courrier. Ils se reconnaissent dans deux organisations distinctes, une A.G. des sous-agents, modérée et majoritaire, bien implantée parmi les facteurs ruraux, et un Syndicat national des sous-agents, né au cours d'une grève des facteurs parisiens en avril 1906.  Ce syndicat illégal, mais qui rassemblerait près de 9 000 membres adhère à la CGT en 1910, malgré la sanction que ce ralliement implique : il n'est pas reconnu par l'Administration forte en la matière de la jurisprudence du Conseil d’État.
Au moment des grèves qui secouent les PTT à la fin du Ministère Clemenceau, en 1909, les trois organisations qui mènent le mouvement, AG des agents, Syndicat des sous-agents et Syndicat des ouvriers, se rassemblent dans une Fédération nationale des PTT, autonome, qui disparait en 1914.

### 1918-1940, unité, scission, réunification, antagonismes
La fin des hostilités en 1918 s'accompagne d'un essor du mouvement syndical. En décembre, l'AG des agents se transforme en Syndicat national des agents des PTT. Puis le 28 août 1919, les trois syndicats nationaux (Agents, Employés et Ouvriers) s'unissent dans une structure fédérative, où chacun garde son autonomie. Ainsi naît la Fédération nationale des travailleurs des PTT de France et des colonies. Elle adhère à la CGT, sitôt sa création. Elle constitue dès 1920, une des fédérations-clefs (selon la classification utilisée par Annie Kriegel) de la Confédération. On estime à 43 500 le nombre de ses adhérents, chiffre important, qui donne à voir un taux de syndicalisation de la profession avoisinant les 30 %. À la direction de cette fédération chacun des trois syndicats nationaux est représenté. Ainsi en juin 1920, le secrétaire général est un "employé", Léon Digat, le secrétaire général-adjoint est un "agent", Joseph Lartigue, et un troisième secrétaire est issu du syndicat des "ouvriers", Antoine Tournadre. Les débats sur le ralliement aux Comités syndicalistes révolutionnaires (CSR), puis autour de l'adhésion à l'Internationale syndicale rouge entrainent, lors du 2e Congrès de la fédération, en juin 1921, un  partage des forces en faveur du maintien dans la CGT: 159 voix contre 129, sur 350 mandats.
- Les "unitaires" : en 1922, les minoritaires, emmenés par Joseph Lartigue, Henri Raynaud et Henri Gourdeaux, rallient la CGTU, dont la fédération des PTT ne compte jamais plus de 15 000 adhérents. Ils étaient 8 000 en 1935, lors de la réunification syndicale. Malgré leur faible nombre, et le refus de l'administration de les reconnaître en tant qu'organisation syndicale, passé le court moment du Cartel des gauches (1924-1925), les syndicalistes de la FPU mènent quelques luttes qui recueillent un écho certains: pour les dames-employées, ou chez les facteurs. Après avoir évincé les syndicalistes révolutionnaires, dont le premier secrétaire Joseph Lartigue, les communistes dirigent la fédération unitaire, non sans pousser dehors les dissidents. Ainsi en 1931, le secrétaire général (depuis 1927), le facteur Julien Taillard, qui suit les élus communistes parisiens dans leur adhésion au Parti d'unité prolétarienne est remplacé par Henri Gourdeaux. Celui-ci est assisté à la direction fédérale par Jean Grandel, Emmanuel Fleury, Léonard Garraud et Adèle Lecoq.

- les "confédérés" : la fédération postale CGT quant à elle, annonce entre 37 000 membres en 1925 et 48 000 en 1935. Son existence est marquée au cours des années 1920 par des rivalités de personnes et des luttes d'influence entre les francs maçons et les syndicalistes "purs". C'est en particulier le cas au Syndicat national des agents dont le secrétaire général Jean Baylot est évincé en 1927 par Jean Mathé. De plus chacun des trois syndicats catégoriels a tendance à ne défendre que son « pré carré », au détriment d'une vision d'ensemble. Cette fédération participe à tous les organismes mis en place au sein de l'administration, au sein desquels siègent des élus du personnel élus ou nommés : conseil de discipline, commission d'avancement, Conseil supérieur des PTT, Comité technique des PTT. Nombreux sont les syndicalistes à cumuler direction syndicale et présence dans ces structures: Jean Baylot, Antoine Tournadre, Jean Mathé, Léon Digat, Émile Courrière, Charles Moreau, Émile Farinet, Marcel Caillon, Combes, André Dutailly, pratiquement tous les dirigeants de la fédération postale ou des syndicats nationaux qui la composent, siègent un moment au conseil supérieur des PTT. Les élections en novembre de chaque année pour le renouvellement de la moitié des élus de ce conseil, sont le temps fort de ce syndicalisme que les "unitaires" accusent d'être « réformiste ».

- La réunification syndicale a lieu aux PTT, lors du Congrès des 10-14 décembre 1935. Albert Perrot, ancien "confédéré" est élu secrétaire général, alors que l'ancien "unitaire" Henri Gourdeaux est secrétaire général adjoint. Trois secrétaires, un par catégorie, les assistent, tous trois sont d'anciens confédérés : Jean Mathé pour les agents, Aimé Cougnenc pour les employés, Charles Moreau pour les services techniques. La dynamique de la réunification, alliée à celle du Front populaire, font croître les effectifs de cette fédération, de 60 000 en 1935, à 75 000 en 1936, jusqu'aux alentours de 100 000 en 1938. Selon Antoine Prost, le taux de syndicalisation à la CGT atteint alors plus de 50 % aux PTT. Dans le dispositif des différentes tendances au sein de la CGT, la fédération des PTT se situe majoritairement aux côtés de Syndicats, dont le leader René Belin est un ancien syndicaliste des PTT. Dès 1938 un fossé se creuse entre les "confédérés" et les "unitaires". Bien que réélu lors du 9e congrès de la fédération postale, tenu en mai 1938 à Vichy, Gourdeaux est évincé cinq mois plus tard (octobre 1938) de son poste de secrétaire général adjoint à l'occasion d'une réunion du comité national de cette fédération.  Les débats entre la direction fédérale qui approuve les accords de Munich et les communistes sont vifs. De plus l'échec de la grève générale lancée par la direction de la CGT, le 30 novembre 1938, atteint particulièrement la fédération postale, dont certains militants sont sanctionnés par l'administration. Alors que les unitaires sont chassés de tous les postes de responsabilité, sitôt après le Pacte germano-soviétique de 1939, plusieurs dirigeants syndicalistes des PTT, Albert Perrot, Émile Courrière vont suivre René Belin dans son évolution vers la collaboration, après la défaite de 1940.

### La Résistance syndicale aux PTT
La Résistance au sein des PTT est multiforme. Aucune synthèse n'a été faite, qui prenne en compte tous les réseaux, les actes relevant des résistances locales, les sabotages des lignes télégraphiques, la coupure des câbles souterrains, le renseignement, la participation syndicaliste dans les institutions vichystes et la résistance des syndicalistes eux-mêmes. Cette dernière est fortement entravée par le ralliement à René Belin de certains dirigeants de la Fédération postale et par l'attentisme, pour le moins passif à l'égard du nouveau régime, des autres membres de la direction fédérale. L'exclusion des anciens syndicalistes unitaires de la Fédération des PTT en septembre 1939 prive ceux-ci d'un moyen d'action et d'une légitimité indiscutable. De plus à l'automne 1940, plusieurs syndicalistes "unitaires" et communistes sont révoqués de l'administration au même titre que les juifs et les francs-maçons. C'est le cas de Marie Couette, Jean Lloubes, Léonard Garraud, René Bontemps, tandis que d'autres sont arrêtés tel Jean Grandel.
C'est par le relais des organisations du Parti communiste français que se constitue le mouvement résistant Libération nationale PTT, lié au Front national de lutte. Aux noms déjà cités, il faut ajouter d’autres dirigeants syndicalistes unitaires, Henri Gourdeaux, Emmanuel Fleury, Camille Trébosc, Fernand Piccot, Jean Abbadie. Ce mouvement a une importance notable surtout en Région parisienne, où il dirige en août 1944 la grève générale des services postaux. Plusieurs de ses dirigeants sont déportés, Jean Lloubes à Buchenwald, René Bontemps à Mauthausen, tout comme Léonard Garraud, qui y meurt. L'épouse du dirigeant des facteurs parisiens, Marie-Thérèse Fleury, syndicaliste elle-même, meurt à Auschwitz. 
De même les milieux résistants socialistes se regroupent dans plusieurs mouvements, comme Action PTT, dirigé par Ernest Pruvost, Maurice Horvais, Simone Michel-Lévy, ou comme Etat-major PTT (EMPTT). Ces mouvements se rassemblent en 1943 dans Résistance PTT, dont l'origine est due à un rédacteur des Services ambulants, Edmond Debeaumarché, déporté par la suite. Ce mouvement semble particulièrement implanté parmi l'encadrement, tout comme un autre réseau de Résistance, étendu au niveau de la Fonction publique, le NAP, Noyautage des administrations publiques, spécialisé dans le Renseignement.
Selon certaines sources, 10 000 postiers sur un effectif de 200 000, auraient pris une part active dans les réseaux de Résistance. Cela représenterait 5 % de la profession. D'autres citent le chiffre de 9 %, qui paraît exagéré. Incontestables sont les chiffres suivants qui ne concernent que les agents des PTT :
- fusillés: 243. L'ancien dirigeant syndicaliste unitaire Jean Grandel est fusillé en octobre 1941, à Châteaubriant, le facteur parisien Paul Vaguet est fusillé en décembre 1941, le chargeur des bureaux-gares Gabriel Laumain tombe en 1942. Les communistes ne sont pas les seuls à subir cette répression sanglante. Le dirigeant régional de Résistance PTT à Amiens, Gaston Moutardier est fusillé en 1944, tout comme le receveur des Postes de Valence (Drôme), Paul Gateaud.
- tués au combat, en tant que volontaire de la Résistance : 92.
- morts en détention : 12.
- morts en déportation, du fait de Résistance : 373. Aux noms déjà cités, il faut ajouter entre autres ceux de l'ingénieur Robert Keller, de la rédactrice Simone Michel-Lévy, du commis André Maratrat, ancien révoqué de 1909, de Maurice Harmel, ancien postier, "révoqué de 1909"  devenu journaliste au journal cégétiste  Le Peuple, proche de Léon Jouhaux, résistant au sein du  mouvement Libération-Sud.
- déportés rentrés des camps : 326. Parmi ceux-ci, Edmond Debeaumarché, qui à l'égal de l'ingénieur Robert Keller, de Simone Michel-Lévy, de Gaston Moutardier, de Paul Gateaud a été commémoré par l'édition d'un timbre-poste, dans la série des Héros de la Résistance, éditée par les PTT entre 1957 et 1960.

## Depuis 1945, un syndicalisme éclaté
La réunification syndicale dans la clandestinité, actée pour la CGT dans son ensemble par les Accords du Perreux, en avril 1943 ne se réalise pas aux PTT. Le passif entre anciens confédérés et anciens unitaires ne permet aucune entente. L'ancien confédéré Léon Digat et l'ancien unitaire Emmanuel Fleury trouvent un terrain d'entente, fin 1943. En vain.  En août 1944, ce sont deux fédérations rivales qui aspirent à la reconnaissance administrative et syndicale. Celle-ci est d'abord acquise par la fédération postale reconstituée par l'ancienne équipe dirigeante de 1939 : Jean Mathé, Aimé Cougnenc, Edmond Fronty. Les communistes, qui dirigent une fédération issue de Libération nationale PTT obtiennent un arbitrage du Bureau confédéral de la Cgt: la fédération des PTT est placée sous un système de cogérance, sous l'autorité d'un résistant, Coste, secrétaire général, d'un ancien confédéré Astrie et de l'ancien unitaire Emmanuel Fleury, secrétaires, jusqu’au Congrès qui se réunit du 11 au 15 septembre 1945, à Limoges. 

### La Fédération nationale des travailleurs des PTT -CGT
Les documents mis en discussion au congrès de 1945 sont clairs : il s'agit du « premier Congrès de la fédération postale reconstituée ». Pourtant, si on suit la chronologie de la Fédération "postale", c'est le 10e congrès de celle-ci depuis 1919, qui se tient. C'est un bouleversement du rapport des forces internes qu'enregistre le vote du rapport. 79 500 voix se prononcent contre la direction des confédérés, 10 588 voix l'approuvent, 5 048 s'abstiennent. Au terme des travaux, le communiste Fernand Piccot devient secrétaire général de la fédération Cgt des PTT. Un congrès extraordinaire a lieu en décembre 1946, à la suite des grèves de l'été de cette même année. L'enjeu est d’importance : la fédération regroupe près de 150 000 adhérents, selon les sources cégétistes. Les résultats des votes confirment le basculement de la fédération CGT des PTT, dans l'orbite des anciens unitaires : 92 156 voix pour, 27 748 contre, 4 815 abstentions. Fernand Piccot est réélu secrétaire général. En 1950, Georges Frischmann lui succède. Communiste, il siège au bureau politique du PCF à partir de 1954. Il dirige la fédération postale durant 29 ans. Son successeur Louis Viannet, de 1979 à 1982, est lui aussi militant notoire du Parti communiste français, tout comme l'ouvrier des timbres, Albert Leguern, qui dirige la CGT-PTT de 1982 à 1988. La Fédération nationale des travailleurs des PTT-CGT, un temps ébranlée par la scission de 1947, ses effectifs approchant les 45 000 syndiqués en 1953, est demeurée la première force syndicale aux PTT depuis 1950 jusqu'à nos jours. C'est également une des plus importantes fédérations de la CGT. Maryse Dumas, qui a été jusqu'en 2009 une "officieuse" numéro"2" de la  CGT, était issue de cette fédération. Première femme à accéder à cette fonction aux PTT, elle est de 1988 à 1998, la secrétaire générale de la CGT-PTT. Son successeur a été Alain Gautheron. Comme Maryse Dumas, il était issu du corps des inspecteurs des PTT, c’est-à-dire de l'encadrement professionnel. C'est de nouveau une femme, Colette Duynslaeger, qui depuis 2004 dirige la CGT des PTT. Cette fédération s'appelle désormais la Fédération des salariés du secteur des activités postales et de télécommunications.
Au 35e congrès de la CGT Fapt, qui s'est tenu à Marseille du 23 au 27 mars 2015, Christian Mathorel succède à Colette Duynslaeger.

### La fédération syndicaliste des PTTForce ouvrière
Pendant les trois années qui suivent la Libération, les PTT sont le champ d'un affrontement entre la direction de la fédération et les anciens confédérés. Fin juillet- début août 1946, ceux-ci lancent aux PTT une grève, qui exprime le mécontentement d'une profession quant à son niveau de vie, mais qui est aussi utilisée contre le ministre d'État chargée de la fonction publique, le communiste Maurice Thorez. Un Comité National de Grève, dirigé par Camille Mourguès est mis en place, pour concurrencer la fédération postale. Transformé en Comité d’action syndicaliste en décembre 1946, ce comité, qui annonce 15 000 membres, est à la base de la Fédération syndicaliste des travailleurs des PTT, créée les 11-12 juillet 1947. Cette fédération adhère à Force ouvrière en avril 1948. Plusieurs anciens responsables "confédérés" y prennent place, Jean Mathé, Charles Moreau, mais aucun n'y détient de responsabilités importantes. C'est une des plus importantes de la jeune centrale syndicale. Annonçant 29 000 adhérents en 1952, elle en atteindrait 52 000 en 1964. En août 1953, sa présence active dans les grèves du secteur public, et son rôle dans la fin du conflit assoient sa visibilité. Sous la Quatrième République, elle bénéficie d'un environnement politique favorable: FO ralliant à elle les postiers socialistes, les députés SFIO, comme le rapporteur du budget des PTT Léon Dagain et le ministre socialiste des PTT Eugène Thomas qui a ce secteur en charge durant 77 mois, cumulés entre novembre 1945 et décembre 1958 lui prêtent une oreille favorable. La puissance de FO-PTT, qui n'est que la seconde force syndicale de la profession jusqu'en 1983, est à son apogée vers 1958-1961. Son leader emblématique est Camille Mourguès, qui reste un des responsables de la fédération des PTT, même après son accession au bureau confédéral de Force ouvrière en 1960. Ses successeurs sont Roger Viaud de 1957 à 1969, puis André Fossat. À partir de la fin des années 1960 le déclin de FO-PTT est accompagné par l'affirmation d'une troisième puissance syndicale, la CFDT, issue de la CFTC.
D'autres syndicalistes de FO PTT ont accédé au bureau confédéral de Force ouvrière, au temps du long mandat de André Bergeron, tel Jean Rouzier. Rival en 1989 de Marc Blondel pour le poste de secrétaire général de FO, Claude Pitous, considéré comme le successeur désigné par André Bergeron, est issu de la fédération des PTT, qu'il dirige de 1978 à 1982. Il bénéficie en cette occasion du soutien de Jacques Marçot, secrétaire général de FO-PTT depuis 1982. Mais il échoue.
Renommée depuis l'année 2000 FO communication, cette fédération est dirigée actuellement[Quand ?] par Christine Besseyre.

### LaCFTC-PTT
La division durable du syndicalisme aux PTT ne se limite pas à la scission entre CGT et FO. Les années d'après la Libération sont celles où émerge un troisième pôle syndical, autour de la CFTC. Quasi inexistante avant 1939, la Fédération des syndicats chrétiens des PTT- CFTC gagne au cours de la 4e République une audience qui recueille l'assentiment de 20 % des postiers. Les grèves de l'été 1953 provoquent des remous au sein des militants CFTC, du fait d'un appel précoce à la reprise du travail. Forte de 20 000 membres, en septembre 1953, lors de son congrès tenu à Lyon, la fédération PTT-CFTC élit Charles Fleury, nouveau secrétaire général. La minorité, qui souhaite une évolution vers la laïcisation de la Centrale syndicale recueille 455 mandats, contre 627 et 15 abstentions. Jusqu'en 1964, ce débat agite les militants CFTC. Après cette date, la CFTC "maintenue" a gardé à la Poste et à France Télécom une audience réelle et constante, qui apparaît dans les résultats des élections professionnelles. Le Président du Sénat français (en date de 2008), deuxième personnage de la République, Christian Poncelet a fait ses "classes" dans le syndicalisme CFTC. En 2007 la fédération CFTC des PTT est dirigée par Laurence Decroix, présidente et Daniel Rodriguez, secrétaire général. En 2010, dirigée par Jean-Luc Jacques, elle accuse la Poste d'avoir violé le Code du Travail en n'incluant pas les mois ou années passés en CDD dans l'ancienneté de près de 100.000 postiers et intente une action en justice retentissante pour obtenir réparation.

### La fédération démocratique des travailleurs des PTT-CFDT
En 1964, la déconfessionnalisation de la CFTC, donne naissance à une nouvelle force, la CFDT. Aux PTT, le paysage syndical s'enrichit donc de la Fédération démocratique des travailleurs des PTT-CFDT. Portée par l'essor des luttes syndicales et la popularisation des idées autogestionnaires, la CFDT-PTT est partie prenante des grèves de 1968 et de 1974 aux PTT. Durant 12 années cruciales, le secrétaire général de la CFDT-PTT est Émile Le Beller. Cette fédération fusionne avec un syndicat autonome, implanté aux Télécommunications, la FNT (Fédération nationale des télécommunications). Devenue fédération démocratique unifiée CFDT-PTT, puis Fédération unifiée des postes et télécoms (FUPT CFDT), elle est à partir de 1980 la seconde force syndicale des PTT. Mais elle connaît deux crises successives. En 1987, le secrétaire général Denis Tonerre est remplacé brusquement. Puis plus gravement, en 1988-1989, une fraction notable de ses effectifs rejoint Sud-PTT. Lors de la mise en chantier de la réforme des PTT, par le ministre socialiste Paul Quilès, la CFDT PTT joue un rôle actif dans la promotion du changement. Le secrétaire général de la CFDT-PTT, Jean-Claude Desrayaud, qui fait face à la sécession de Sud-PTT, est un des interlocuteurs les plus écoutés de Hubert Prévot. Ce dernier, haut fonctionnaire est un ancien commissaire général au Plan, mais il est aussi un ancien syndicaliste éminent de la CFDT, où de 1975 à 1982, il est secrétaire confédéral chargé du secteur économique. En 2005, la CFDT PTT a fusionné avec la fédération CFDT de la culture (FTILAC CFDT) et la partie "conseil" de la Fédération des Services pour donner naissance à l'actuelle fédération F3C CFDT, Communication, Conseil, Culture dont le champ est beaucoup plus large. Le premier congrès de cette fédération nouvelle, en octobre 2005, a eu lieu à Dijon. Le second congrès de cette fédération a eu lieu en mai 2009 à Strasbourg
En 2021, la CFDT retrouve un siège cadre au Conseil d’Administration d’Orange.

### SUD-PTT
C'est de l'intérieur de la CFDT que s'opère en 1989, une nouvelle scission syndicale. L'aile gauche de la CFDT, au terme de débats internes portant sur le recentrage syndical de la confédération et à la suite d'un conflit social très dur, celui des "camions jaunes" de l'automne 1988  est amenée à quitter cette centrale en construisant une sixième fédération syndicale aux PTT: Solidaires Unitaires Démocratiques SUD-PTT. Avant d'essaimer des groupes SUD dans de nombreux secteurs professionnels, c'est aux PTT que SUD a trouvé son berceau. Fondé, selon les observateurs du mouvement "SUD", par une bande de quatre copains, Annick Coupé, Christophe Aguiton, Christian Chartier, Thierry Renard, le syndicat est dirigé par Annick Coupé jusqu'en 1999, par une autre syndicaliste, Joëlle Charuel de 1999 à 2002, puis par René Ollier, selon une volontaire rotation des responsables. Annonçant 15 000 adhérents le syndicat SUD-PTT était devenu la 2e force du syndicalisme des postiers et des télécommunicants.
SUD-PTT est aujourd’hui le 5e syndicat d’Orange.

### La CFE-CGC
À cette diversité du syndicalisme, caractéristique qui n'est pas uniquement celle des PTT, comme dans toutes entreprises, il faut ajouter le syndicalisme catégoriel des cadres.
En 2006, la CFE-CGC organise sa transformation en fusionnant dans un seul syndicat ses différentes composantes présentes au sein du groupe France Télécom (Fonction Publique, Salariés de droit privé en maison mère et en filiales) et en abandonnant son statut catégoriel. La Cour de Cassation viendra confirme que sa représentativité ne peut être catégorielle en raison de la présence de fonctionnaires au sein du corps électoral. Ce syndicat prend successivement le nom de CFE-CGC France Télécom puis CFE-CGC Orange.
En juin 2007, la CFE-CGC et SUD-PTT crée l'Observatoire du Stress et des mobilités forcées, alors que la crise sociale couve à France Télécom. Avec SUD-PTT, la CFE-CGC se porte partie civile dans le "procès des suicides" qui aboutit. En première instance à la condamnation d’Orange et en appel le 30 septembre 2022 à la condamnation de Didier Lombard et de 4 autres dirigeants.
Le syndicat est dirigé par un Président, par ailleurs cadre dirigeant d'Orange, Sébastien Crozier (depuis 2006) et un Secrétaire Général Thierry Chatelier.
La progression de la CFE-CGC Orange en 14 ans, passant de la 6e à la 1ère place est sans doute l’un des événements syndicaux le plus marquant des dernières années à Orange (ex-France Telecom - Orange). 
Elle remporte également le siège Cadre aux élections du Conseil d’administration de 2017, puis de nouveau un siège cadre en 2021. Elle remporte aussi le siège de l’administrateur représentant les salariés actionnaires en 2020 et dispose depuis de deux sièges au Conseil d’Administration.

### et l'Union nationale des syndicats autonomes
Le début des années 2000 est marqué pour le syndicalisme aux PTT par la réactivation d'un syndicalisme autonome, jamais disparu totalement depuis la naissance du mouvement syndical. Ainsi, principalement issu de FO, une branche de l'UNSA a acquis le statut d'organisation syndicale représentative aux Télécoms d'abord, à France Télécom dans l'Ouest (Ex DR Bretagne et Pays de Loire) puis en 2005 à La Poste.
En 2008, la CFE-CGC et l'UNSA décident de faire alliance à France Télécom. La CFE-CGC et l'UNSA France Télécom-Orange présentent des listes communes aux élections professionnelles IRP et Paritaires de janvier 2009 et aux élections du Conseil d'Administration d'octobre 2009. 
A partir de juillet 2013, le syndicat UNSA du groupe France Télécom-Orange s'associe à la CFDT.

### et les autres
Il est à noter aussi l'existence d'une branche PTT de la CNT, Confédération nationale du travail, animée par quelques militants. Elle n'est pas reconnue par La Poste, parmi les syndicats représentatifs.

## L’état des forces syndicales de 1991 à nos jours
Régulièrement, ont lieu dans chacune des deux entreprises, des Élections professionnelles. Elles permettent d'élire des représentants du personnel siégeant dans les divers Comités et  Commissions paritaires, à la Poste, ou les délégués du personnel et les représentants syndicaux dans les comités d'entreprise à France Télécom.  La loi de 1990, a institué à La Poste, un Conseil d'administration de 21 membres, dont 7 sont élus tous les cinq ans par les salariés de l'établissement public. Un même organisme avait été institué à France Télécom. Mais depuis 2004, à la suite de la privatisation de l'entreprise, les élections ont lieu selon un calendrier différent.  Les résultats de ces élections donnent à voir l'influence des diverses organisations syndicales et l'évolution de celle-ci.

## Sources
- Article "Fédération nationale des travailleurs des PTT", p. 414-418, dans : La C.G.T. et le mouvement syndical. Éditions de la CGT, Paris, 1925.
- Bilan social annuel de La Poste, pour les résultats des élections professionnelles à La Poste, depuis 1991.
- Numéro hors série de Messages: Histoire d'une réforme,  1989-1990. Ministère des Postes, des Télécommunications et de l'Espace, 1990.
- Alain Bergounioux : Force ouvrière. Collection Politique, Le Seuil, Paris, 1975.
- Guy Bourdé : la défaite du front populaire. François Maspero éditeur, 1977.
- Annick Coupé, Anne Marchand : Sud, syndicalement incorrect. Sud-Ptt une aventure collective. Éditions Syllepse, Paris, 1998.
- Louis Cumin, Les postiers, éditions universitaires, Paris, 1984.
- Georges Frischmann : Histoire de la Fédération CGT des PTT. Éditions sociales, Paris, 1967.
- Christian Dubonnet : 1919-1990… La fédération CFDT dans l’histoire des PTT. FUPT-CFDT, Paris, 1999  (ISBN 2-7449-0085-0).
- Christian Henrisey : Postiers en grèves, 1906-1909. Comité d'entraide Sud Est PTT, Paris, 1995.
- Annie Kriegel : La Croissance de la CGT, 1918-1921. Éditions Mouton, Paris, 1966.
- Annie Lacroix-Riz : La CGT de la Libération à la scission de 1944-1947. Éditions sociales, Paris, 1983.
- Georges Lefranc: le mouvement syndical de la Libération aux événements de mai-juin 1968. Éditions Payot, Paris, 1969.
- Libération nationale PTT: la Résistance dans les PTT, récits et témoignages. Paris 1986.
- Jean-François Noël: les postiers, la grève et le service public. Éditions Maspero / Presses universitaires de Grenoble, 1977.
- Frédéric Pacoud: La naissance du syndicalisme postal, Les cahiers pour l'histoire de La Poste, no 9, Paris 2008.
- Claude Pérardel (sous la direction de): Postes et Télécommunications françaises, une chronologie du XXe siècle. Éditions de la FNARH, Nancy, 2004.
- Antoine Prost: La CGT à l'époque du Front populaire, 1934-1939. Librairie Armand Colin, Paris, 1964.
- Jeanne Siwek-Pouydesseau, Le syndicalisme des fonctionnaires : jusqu'à la guerre froide, 1848-1948 (Histoire politique), Villeneuve-d'Ascq, Presses universitaires du Septentrion, 1989, couv. ill. en coul., 342, 24 cm (ISBN 2-85939-342-0 et 9782859393427, OCLC 300634422, BNF 35026178, SUDOC 00147491X, présentation en ligne)
- Jeanne Siwek-Pouydesseau : les syndicats de fonctionnaires depuis 1948. PUF, Paris, 1989.
- La Fédération, organe mensuel de la FAPT-CGT, no 497 et 498, 2009, pour les résultats des élections aux CE de France Télécom-Orange.
- le Relais, revue trimestrielle éditée par l'Institut d'histoire sociale Cgt-Ptt, Montreuil, depuis février 1999.